# Georges Miez
Georges Miez (n. 2 octombrie 1904, Töss⁠(d), cantonul Zürich, Elveția – d. 17 aprilie 1999, Savosa⁠(d), Cantonul Ticino, Elveția) a fost un gimnast artistic ce a reprezentat Elveția, medaliat olimpic. A participat la 4 ediții ale Jocurilor Olimpice (1924, 1928, 1932, 1936) în care a câștigat 4 medalii de aur, 3 medalii de argint și o medalie de bronz.